# Hjärtsäck

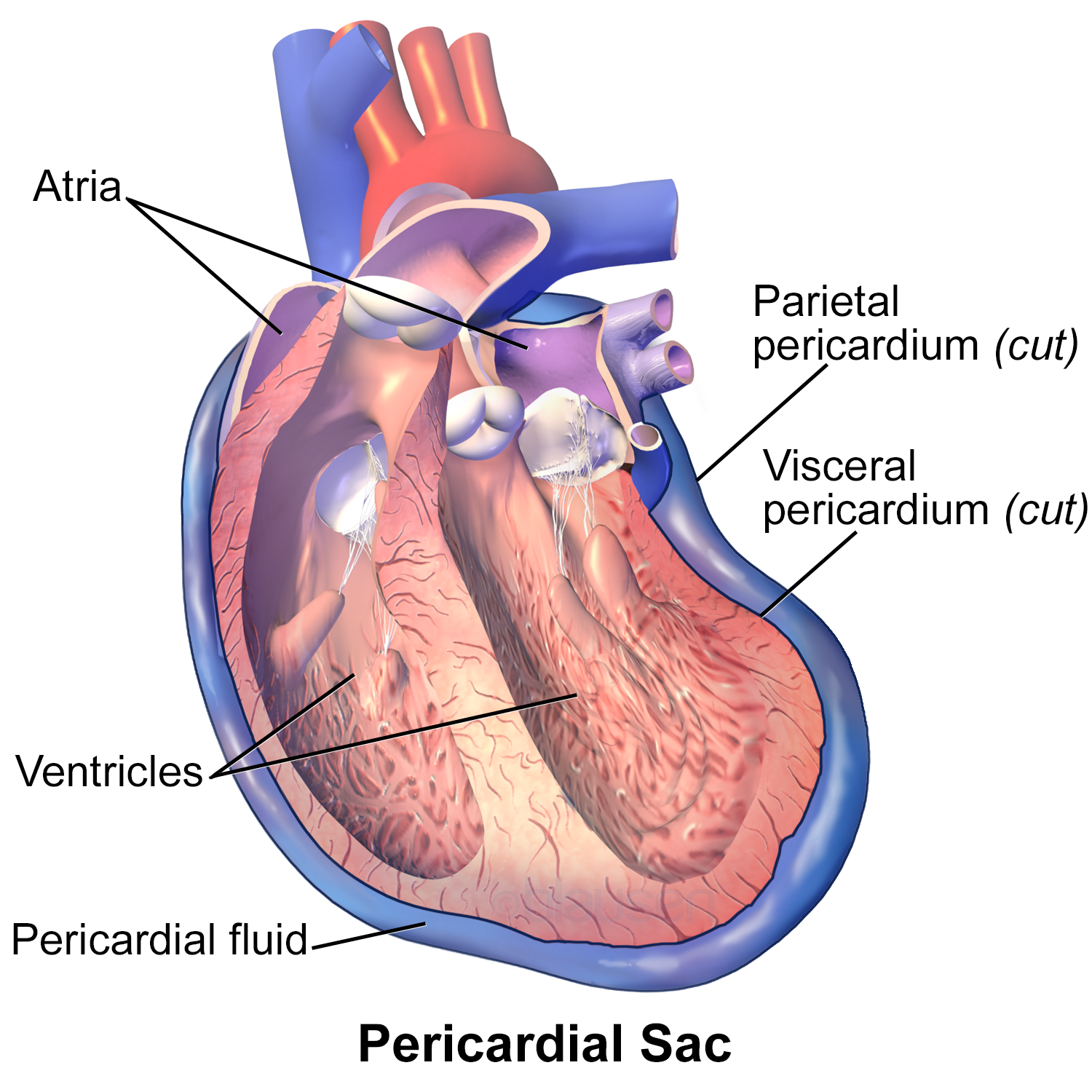
Hjärtsäcken.

Hjärtsäck eller perikardium (av grekiskans περί "omkring" och κάρδιον "hjärta") är en del av hjärtats vägg tillsammans med bland annat myokard.
Perikardium består av två hinnor. Den yttre, fibrina hinnan, skall skydda hjärtat och är fäst vid angränsande vävnad såsom diafragma och lungsäckarna. Den inre, serösa hinnan, som i sig består av två hinnor med en vätska emellan som skall minska friktionen mellan kroppen och hjärtat när det slår.